# Örsundaån
Der Örsundaån ist ein Fluss in der schwedischen Provinz Uppsala län.
Er hat seinen Ursprung im Vansjön nordöstlich von Heby. Von dort fließt er zuerst nach Heby und danach weiter in südsüdöstlicher Richtung. Nahe dem Ort Fjärdhundra wendet er sich nach Osten und durchfließt den  Alstasjön und anschließend den Ort Örsundsbro, bevor er in die Lårstaviken-Bucht des Mälaren-Sees mündet.
Die Flusslänge einschließlich der Quellflüsse beträgt 74 km. Das Einzugsgebiet umfasst 734 km².
Der Örsundaån ist stark von Eutrophierung betroffen. Im Fluss kommt die gefährdete Fischart des Rapfen vor. Entlang des Flusses gibt es viele alte Mühlen.